# Krásnohorské Podhradie
Krásnohorské Podhradie é um município da Eslováquia, situado no distrito de Rožňava, na região de Košice. Tem 23,2 km² de área e em 2018 sua população foi estimada em 2.746 habitantes.

## Demografia
| Ano:        | 1994 | 2004    | 2014   | 2024   |
| ----------- | ---- | ------- | ------ | ------ |
| Broj ljudi: | 2068 | 2476    | 2634   | 2832   |
| Razlika:    |      | +19,72% | +6,38% | +7,51% |

| Ano:               | 2023 | 2024   |
| ------------------ | ---- | ------ |
| Número de pessoas: | 2822 | 2832   |
| Diferença:         |      | +0,35% |